# 非営利型法人
非営利型法人（ひえいりがたほうじん）は、日本の法人税法2条9号の2に定義される一般社団法人又は一般財団法人のこと。

## 概要
一般社団法人又は一般財団法人（公益社団法人又は公益財団法人を除く）のうち、次に掲げる法人をいう。
1. 非営利性が徹底された法人 - その行う事業により利益を得ること又はその得た利益を分配することを目的としない法人であって、その事業を運営するための組織が適正であるものとして政令（法人税法施行令3条1項）で定めるもの
2. 共益的活動を目的とする法人 - その会員から受け入れる会費により当該会員に共通する利益を図るための事業を行う法人であって、その事業を運営するための組織が適正であるものとして政令（法人税法施行令3条2項）で定めるもの

法人税法上、非営利型法人は「公益法人等」となり（同法別表第二）、収益事業のみ課税され、非営利事業については非課税となる。